# Psophocarpus grandiflorus
Psophocarpus grandiflorus är en ärtväxtart som beskrevs av Rudolf Wilczek. Psophocarpus grandiflorus ingår i släktet Psophocarpus och familjen ärtväxter. Inga underarter finns listade i Catalogue of Life.